# Morsang-sur-Orge
Morsang-sur-Orge  [mɔʁsɑ̃ syʁ ɔʁʒ] je francouzská obec v departementu Essonne, v regionu Île-de-France, 21 kilometrů jižně od Paříže.

## Geografie
Sousední obce: Villemoisson-sur-Orge, Savigny-sur-Orge, Viry-Châtillon, Sainte-Geneviève-des-Bois a Fleury-Mérogis.

## Památky
- zámek Morsang

## Vývoj počtu obyvatel
Počet obyvatel